# Kenji Miyazawa
Kenji Miyazawa (jap. 宮沢 賢治 Miyazawa Kenji; ur. 27 sierpnia 1896, Hanamaki; zm. 21 września 1933, Hanamaki) – japoński pisarz, poeta i działacz społeczno-religijny.
Pochodził z prefektury Iwate, był synem właściciela lombardu. Po ukończeniu w 1918 roku szkoły rolniczej, będąc gorliwym wyznawcą buddyjskiej szkoły Nichirena, poświęcił się działalności społecznej, próbując ulżyć niedoli ubogich chłopów. Dzięki swojemu zaangażowaniu zyskał sobie przydomek „bodhisattwy Kenji” (賢治菩薩; Kenji-bosatsu). Zmarł na zapalenie płuc.
Za życia był mało znany, wydał jedynie w 1924 roku zbiór opowiadań dla dzieci Chūmon-no ōi ryōriten oraz tomik poetycki Haru to shura (Wiosna i demony, 1924). Dopiero pośmiertnie ukazały się inne jego ważne dzieła, w tym powieści poruszające problemy społeczne: Koiwa nōjō, Kaze no Matasaburō czy Ginga tetsudō no yoru. W utworach poetyckich Miyazawa posługiwał się bogatym słownictwem, w które wplatał mowę potoczną i terminy naukowe. Jego najgłośniejszy wiersz pochodzi z notatnika z 1931 roku i nosi tytuł Ame ni mo makezu (Nie pokona mnie deszcz). W jego twórczości silnie widoczny jest wpływ głębokiej wiary buddyjskiej.
W Polsce ukazały się utwory:
- Jadłodajnia o licznych zleceniach (Chūmon-no ōi ryōriten), tłum. z j. japońskiego Anna Wołcyrz, Wydawnictwo Kirin 2017 ISBN 978-83-62945-67-2;
- Noc na kolei galaktycznej i inne baśnie (zawiera utwory: Ginga tetsudō no yoru, Sero Hiki no Gōshu i Yodaka no hoshi),  tłum. z j. japońskiego Anna Grajny, Wydawnictwo Kirin 2020 ISBN 978-83-66627-01-7.